# Schwedische Badmintonmeisterschaft 1939
Die Schwedische Badmintonmeisterschaft 1939 fand in Göteborg statt. Es war die dritte Austragung der nationalen Titelkämpfe im Badminton in Schweden.

## Titelträger
| Disziplin    | Sieger                                            |
| ------------ | ------------------------------------------------- |
| Herreneinzel | Sture Ericsson Brandkårens IK                     |
| Dameneinzel  | Thyra Hedvall Försäkringen                        |
| Herrendoppel | Sture Ericsson Gösta Kjellberg Brandkårens IK SBK |
| Damendoppel  | Thyra Hedvall Carin Stridbäck Försäkringsmännen   |
| Mixed        | Bertil Jönsson Britt Pahle BK-33 Malmö            |